# 100 mètres masculin aux Jeux olympiques d'été de 2004 (athlétisme)
Pour un article plus général, voir Athlétisme aux Jeux olympiques d'été de 2004.
Navigation
Sydney 2000 Pékin 2008
L'épreuve du 100 mètres masculin aux Jeux olympiques de 2004 a eu lieu les 21 et 22 août dans le Stade olympique d'Athènes.

## Records
Avant cette compétition, les records dans cette discipline étaient les suivants :
| Record du monde  | 9 s 78 | Tim Montgomery | États-Unis | 14 septembre 2002 | Paris   |
| Record olympique | 9 s 84 | Donovan Bailey | Canada     | 27 juillet 1996   | Atlanta |

## Médaillés
| Or            | Argent           | Bronze         |
| Justin Gatlin | Francis Obikwelu | Maurice Greene |

## Résultats

### Finale (22 août)
| Rang                                | Ligne | Nom              | Nationalité                | Temps   | Notes |
| ----------------------------------- | ----- | ---------------- | -------------------------- | ------- | ----- |
| Médaille d'or, Jeux olympiques      | 3     | Justin Gatlin    | États-Unis                 | 9 s 85  | PB    |
| Médaille d'argent, Jeux olympiques  | 5     | Francis Obikwelu | Portugal                   | 9 s 86  | AR    |
| Médaille de bronze, Jeux olympiques | 7     | Maurice Greene   | États-Unis                 | 9 s 87  | SB    |
| 4                                   | 4     | Shawn Crawford   | États-Unis                 | 9 s 89  |       |
| 5                                   | 6     | Asafa Powell     | Jamaïque                   | 9 s 94  |       |
| 6                                   | 1     | Kim Collins      | Saint-Christophe-et-Niévès | 10 s 00 | SB    |
| 7                                   | 8     | Obadele Thompson | Barbade                    | 10 s 10 |       |
| 8                                   | 2     | Aziz Zakari      | Ghana                      | DNF     |       |

### Demi-finales (22 août)
| Rang | Ligne | Nom                | Nationalité     | Temps | Notes |
| ---- | ----- | ------------------ | --------------- | ----- | ----- |
| 1    | 3     | Shawn Crawford     | États-Unis      | 10.07 | Q     |
| 2    | 4     | Justin Gatlin      | États-Unis      | 10.09 | Q     |
| 3    | 6     | Aziz Zakari        | Ghana           | 10.11 | Q     |
| 4    | 8     | Obadele Thompson   | Barbade         | 10.22 | Q     |
| 5    | 5     | Mark Lewis-Francis | Grande-Bretagne | 10.28 |       |
| 6    | 2     | Michael Frater     | Jamaïque        | 10.29 |       |
| 7    | 1     | Ronald Pognon      | France          | 10.32 |       |
| 8    | 7     | Uchenna Emedolu    | Nigeria         | 10.35 |       |

| Rang | Ligne | Nom                 | Nationalité                | Temps | Notes |
| ---- | ----- | ------------------- | -------------------------- | ----- | ----- |
| 1    | 4     | Asafa Powell        | Jamaïque                   | 9.95  | Q     |
| 2    | 5     | Francis Obikwelu    | Portugal                   | 9.97  | Q     |
| 3    | 6     | Maurice Greene      | États-Unis                 | 9.97  | Q     |
| 4    | 3     | Kim Collins         | Saint-Christophe-et-Niévès | 10.02 | Q;SB  |
| 5    | 8     | Jason Gardener      | Grande-Bretagne            | 10.12 | SB    |
| 6    | 1     | Leonard Myles-Mills | Ghana                      | 10.22 |       |
| 7    | 7     | Dwight Thomas       | Jamaïque                   | 10.28 |       |
| 8    | 2     | Vicente de Lima     | Brésil                     | 10.28 |       |

#### Classement général
| Rang | Course | Nom                 | Nationalité                | Temps | Notes |
| ---- | ------ | ------------------- | -------------------------- | ----- | ----- |
| 1    | 2      | Asafa Powell        | Jamaïque                   | 9.95  | Q     |
| 2    | 2      | Francis Obikwelu    | Portugal                   | 9.97  | Q     |
| 3    | 2      | Maurice Greene      | États-Unis                 | 9.97  | Q     |
| 4    | 2      | Kim Collins         | Saint-Christophe-et-Niévès | 10.02 | Q;SB  |
| 5    | 1      | Shawn Crawford      | États-Unis                 | 10.07 | Q     |
| 6    | 1      | Justin Gatlin       | États-Unis                 | 10.09 | Q     |
| 7    | 1      | Aziz Zakari         | Ghana                      | 10.11 | Q     |
| 8    | 2      | Jason Gardener      | Grande-Bretagne            | 10.12 | SB    |
| 9    | 2      | Leonard Myles-Mills | Ghana                      | 10.22 |       |
| 9    | 1      | Obadele Thompson    | Barbade                    | 10.22 | Q     |
| 11   | 2      | Dwight Thomas       | Jamaïque                   | 10.28 |       |
| 11   | 2      | Vicente de Lima     | Brésil                     | 10.28 |       |
| 11   | 1      | Mark Lewis-Francis  | Grande-Bretagne            | 10.28 |       |
| 14   | 1      | Michael Frater      | Jamaïque                   | 10.29 |       |
| 15   | 1      | Ronald Pognon       | France                     | 10.32 |       |
| 16   | 1      | Uchenna Emedolu     | Nigeria                    | 10.32 |       |

### Quarts de finale (21 août)
| Rang | Ligne | Nom                | Nationalité            | Temps | Notes |
| ---- | ----- | ------------------ | ---------------------- | ----- | ----- |
| 1    | 4     | Francis Obikwelu   | Portugal               | 9.93  | Q;NR  |
| 2    | 5     | Mark Lewis-Francis | Grande-Bretagne        | 10.12 | Q;PB  |
| 3    | 3     | Dwight Thomas      | Jamaïque               | 10.12 | Q;SB  |
| 4    | 6     | Ronald Pognon      | France                 | 10.15 | q     |
| 5    | 8     | Shingo Suetsugu    | Japon                  | 10.19 |       |
| 6    | 2     | Pierre Browne      | Canada                 | 10.21 |       |
| 7    | 7     | Churandy Martina   | Antilles néerlandaises | 10.24 |       |
| 8    | 1     | André Domingos     | Brésil                 | 10.34 |       |

| Rang | Ligne | Nom                  | Nationalité  | Temps | Notes |
| ---- | ----- | -------------------- | ------------ | ----- | ----- |
| 1    | 4     | Shawn Crawford       | États-Unis   | 9.89  | Q     |
| 2    | 3     | Obadele Thompson     | Barbade      | 10.12 | Q     |
| 3    | 7     | Vicente de Lima      | Brésil       | 10.26 | Q     |
| 4    | 2     | Matic Osovnikar      | Slovénie     | 10.26 |       |
| 5    | 6     | Deji Aliu            | Nigeria      | 10.26 |       |
| 6    | 5     | Nicolas Macrozonaris | Canada       | 10.28 |       |
| 7    | 1     | Gennadiy Chernovol   | Kazakhstan   | 10.42 |       |
| 8    | 8     | Idrissa Sanou        | Burkina Faso | 10.43 |       |

| Rang | Ligne | Nom                  | Nationalité       | Temps | Notes |
| ---- | ----- | -------------------- | ----------------- | ----- | ----- |
| 1    | 4     | Justin Gatlin        | États-Unis        | 9.96  | Q     |
| 2    | 3     | Jason Gardener       | Grande-Bretagne   | 10.15 | Q;SB  |
| 3    | 5     | Uchenna Emedolu      | Nigeria           | 10.15 | Q     |
| 4    | 6     | Nobuharu Asahara     | Japon             | 10.24 |       |
| 5    | 2     | Georgios Theodoridis | Grèce             | 10.36 |       |
| 6    | 7     | Roland Németh        | Hongrie           | 10.38 |       |
| 7    | 8     | Nicconnor Alexander  | Trinité-et-Tobago | 10.48 |       |
|      | 1     | Eddy De Lépine       | France            | DNS   |       |

| Rang | Ligne | Nom                 | Nationalité                | Temps | Notes |
| ---- | ----- | ------------------- | -------------------------- | ----- | ----- |
| 1    | 4     | Aziz Zakari         | Ghana                      | 10.02 | Q     |
| 2    | 6     | Kim Collins         | Saint-Christophe-et-Niévès | 10.05 | Q;SB  |
| 3    | 5     | Michael Frater      | Jamaïque                   | 10.11 | Q     |
| 4    | 3     | Frank Fredericks    | Namibie                    | 10.17 |       |
| 5    | 7     | Joshua Ross         | Australie                  | 10.22 | PB    |
| 6    | 1     | Alexander Kosenkow  | Allemagne                  | 10.24 |       |
| 7    | 2     | Andrey Yepishin     | Russie                     | 10.29 |       |
| 8    | 8     | Jaysuma Saidy Ndure | Gambie                     | 10.39 |       |

Quart de finale n°5
| Rang | Ligne | Nom                     | Nationalité   | Temps | Notes |
| ---- | ----- | ----------------------- | ------------- | ----- | ----- |
| 1    | 4     | Maurice Greene          | États-Unis    | 9.93  | Q     |
| 2    | 6     | Asafa Powell            | Jamaïque      | 9.99  | Q     |
| 3    | 1     | Leonard Myles-Mills     | Ghana         | 10.18 | Q;SB  |
| 4    | 5     | Łukasz Chyła            | Pologne       | 10.23 |       |
| 5    | 3     | Kareem Streete-Thompson | Îles Caïmans  | 10.24 |       |
| 6    | 8     | Simone Collio           | Italie        | 10.29 |       |
| 7    | 2     | Jarbas Mascarernhas     | Brésil        | 10.30 |       |
| 8    | 7     | Eric Pacome N'Dri       | Côte d'Ivoire | 10.32 |       |

#### Classement général
| Rang | Course | Nom                     | Nationalité                | Temps | Notes |
| ---- | ------ | ----------------------- | -------------------------- | ----- | ----- |
| 1    | 2      | Shawn Crawford          | États-Unis                 | 9.89  | Q     |
| 2    | 1      | Francis Obikwelu        | Portugal                   | 9.93  | Q:NR  |
| 3    | 5      | Maurice Greene          | États-Unis                 | 9.93  | Q     |
| 4    | 3      | Justin Gatlin           | États-Unis                 | 9.96  | Q     |
| 5    | 5      | Asafa Powell            | Jamaïque                   | 9.99  | Q     |
| 6    | 4      | Aziz Zakari             | Ghana                      | 10.02 | Q     |
| 7    | 4      | Kim Collins             | Saint-Christophe-et-Niévès | 10.05 | Q;SB  |
| 8    | 4      | Michael Frater          | Jamaïque                   | 10.11 | Q     |
| 9    | 1      | Dwight Thomas           | Jamaïque                   | 10.12 | Q;SB  |
| 9    | 2      | Obadele Thompson        | Barbade                    | 10.12 | Q     |
| 9    | 1      | Mark Lewis-Francis      | Grande-Bretagne            | 10.12 | Q;PB  |
| 12   | 3      | Uchenna Emedolu         | Nigeria                    | 10.15 | Q     |
| 12   | 3      | Jason Gardener          | Grande-Bretagne            | 10.15 | Q;SB  |
| 12   | 1      | Ronald Pognon           | France                     | 10.15 | q     |
| 15   | 4      | Frank Fredericks        | Namibie                    | 10.17 |       |
| 16   | 5      | Leonard Myles-Mills     | Ghana                      | 10.18 | Q;SB  |
| 17   | 1      | Shingo Suetsugu         | Japon                      | 10.19 |       |
| 18   | 1      | Pierre Browne           | Canada                     | 10.21 |       |
| 19   | 4      | Joshua Ross             | Australie                  | 10.22 | PB    |
| 20   | 5      | Łukasz Chyła            | Pologne                    | 10.23 |       |
| 21   | 5      | Nobuharu Asahara        | Japon                      | 10.24 |       |
| 21   | 1      | Churandy Martina        | Antilles néerlandaises     | 10.24 |       |
| 21   | 4      | Alexander Kosenkow      | Allemagne                  | 10.24 |       |
| 21   | 5      | Kareem Streete-Thompson | Îles Caïmans               | 10.24 |       |
| 25   | 2      | Vicente de Lima         | Brésil                     | 10.26 | Q     |
| 25   | 2      | Matic Osovnikar         | Slovénie                   | 10.26 |       |
| 25   | 2      | Deji Aliu               | Nigeria                    | 10.26 |       |
| 28   | 2      | Nicolas Macrozonaris    | Canada                     | 10.28 |       |
| 29   | 4      | Andrey Yepishin         | Russie                     | 10.29 |       |
| 29   | 5      | Simone Collio           | Italie                     | 10.29 |       |
| 31   | 5      | Jarbas Mascarenhas      | Brésil                     | 10.30 |       |
| 32   | 5      | Eric Pacome N'Dri       | Côte d'Ivoire              | 10.32 |       |
| 33   | 1      | André Domingos          | Brésil                     | 10.34 |       |
| 34   | 3      | Georgios Theodoridis    | Grèce                      | 10.36 |       |
| 35   | 3      | Roland Németh           | Hongrie                    | 10.38 |       |
| 36   | 4      | Jaysuma Saidy Ndure     | Gambie                     | 10.39 |       |
| 37   | 2      | Gennadiy Chernovol      | Kazakhstan                 | 10.42 |       |
| 38   | 2      | Idrissa Sanou           | Burkina Faso               | 10.43 |       |
| 39   | 3      | Nicconnor Alexander     | Trinité-et-Tobago          | 10.48 |       |
| —    | 3      | Eddy De Lépine          | France                     | DNS   |       |